# Cunha Porã
Cunha Porã é um município do estado de Santa Catarina, no Brasil. Localiza-se na Região Geográfica Imediata de Maravilha e na Região Geográfica Intermediária de Chapecó. Situa-se às margens da rodovia federal BR-158, a uma latitude 26º53'37" sul e a uma longitude 53º10'05" oeste, estando a uma altitude de 570 metros. Sua população em 2022 era de 10 953 habitantes (dados do IBGE). Possui uma área de 220.099 km² (2022).

## Origem e significado do nome
O nome foi escolhido em 1928 para uma nova povoação projetada em pelo engenheiro Carlos Culmey, então diretor da Companhia Territorial Sul Brasil, numa região mais ao norte de Palmitos, destinada aos imigrantes protestantes de origem alemã. À época, já se esgotavam os lotes disponíveis em Palmitos. Aos imigrantes alemães católicos eram reservado São Carlos e Saudades e aos de origem  italiana, São Domingos, hoje Caibi.
O nome é tupi e significa "mulher bonita", através da junção dos termos kunhã ("mulher") e porang ("bonita").
O mesmo nome, na grafia castelhana Cuñaporá, já havia sido utilizado pelo mesmo engenheiro Culmey numa  área de colonização na Argentina (San Alberto), no ano de 1919, portanto seis anos antes de existir a Companhia Territorial Sul Brasil, que só foi criada em 1925.

## História
A localidade formou-se a partir da colonização de imigrantes de origem alemã de confissão evangélica luterana provenientes do estado do Rio Grande do Sul, que ali se estabeleceram com o intuito de ocupar áreas de terras bastante férteis. O início da colonização extraoficial se dá em 1929, todavia, oficialmente, a colonização inicial deu-se a partir de fevereiro de 1931, com a chegada dos colonos gaúchos, de origem alemã Arthur Herbes e João Kolln. Naquele mesmo ano, em agosto, vindos da Alemanha, chegaram ao atual território Johann Georg Salfner e seu filho Georg Albert Salfner. Destacam-se ainda entre os primeiros habitantes do Município Wilhelm Julius Hochberger, Willibald Weinwe e Adolfo Heydt. Em meio à vegetação bastante fechada, constituída principalmente por cedros, louros, grápias, imbuias e araucárias, abriu-se uma clareira implantando-se um núcleo inicial com o nome de Cunha Porã . Apesar do nome de origem tupi-guarani, não existem evidências históricas concretas de ocupação por indígenas antes da colonização.
Como o município tinha como base de sua colonização habitantes de origem germânica, a Segunda Guerra Mundial estagnou um pouco o crescimento no início da década de 1940, mas retornando em 1946, com a recepção de um número elevado de imigrantes, principiando um maior desenvolvimento. A Lei municipal nº 41 do município de Chapecó de 30 de novembro de 1950 eleva o povoado à categoria de distrito, fazendo o desmembramento do então distrito de Palmitos.
A emancipação político-administrativa ocorreu no dia 20 de julho de 1958, pela Lei estadual nº 348, de 21 de junho de 1958. Pela mesma Lei foram criados os municípios de Abelardo Luz, Água Doce, Campo Erê, Corupá, Faxinal dos Guedes (Cuja grafia inicial era Fachinal dos Guedes), Grão-Pará, Imbituba (cuja denominação inicial era Henrique Lage), Ilhota, Luiz Alves, Jacinto Machado, Maravilha, Meleiro, Nova Veneza, Penha, Ponte Serrada, Pouso Redondo, Praia Grande, Rio das Antas, Rio Fortuna, Rio do Oeste, Santa Cecília, São João Batista, São João do Sul, São José do Cedro, São Lourenço do Oeste e Trombudo Central.
Muito mais tarde, alguns poucos imigrantes de origem italiana ocuparam outros espaços, tais como Pindorama e Salete.
Atualmente o município tem 30 localidades distribuídas em todo seu interior e tem suas limitações ao norte com o município de Maravilha e Modelo, ao sul com Palmitos, Caibi, e Cunhataí , ao oeste com Iraceminha e ao leste com Saudades.
Prefeitos:
Bernardo Max Bartz (20/07/1958 - 31/01/1959)
Arnaldo Krambeck (31/01/1959 - 31/01/1964)
Claúdio Benincá Lena (31/01/1964 - 31/01/1969)
Guido Alberto Drews (31/01/1969 - 31/01/1973)
Vice: Rafael Oberdoerfer
Bernardo Max Bartz (31/01/1973 - 31/01/1977)
Vice: Ermelindo Rampi
Ermelindo Rampi (31/01/1977 - 31/01/1983)
Vice: Benno Antônio Kreutz
Paulo Ismael Pan (31/01/1983 - 31/12/1988
Vice: Bernardo Max Bartz
Waldemar Martin Lunkes (01/01/1989 - 31/12/1992)
Vice: Almiro Behm
Hermes Barbieri (01/01/1993 - 31/12/1996)
Vice: Astir Valdir Gollmann
Astir Valdir Gollmann (01/01/1997 - 31/12/2000
Vice: Sérgio Bolfe
Mauro de Nadal (01/01/2001 - 31/12/2009)
Vices: Paulo Oscar Christ (2001-2005) e Edomar Haack (2006-2009)
Euri Ermani Jung (01/01/2009 - 08/10/2009)
Vice: Leandro Marcos Jagnow
Adiles Maria Rampi Bregalda (26/10/2009 - 31/12/2009)
Luzia Iliane Vacarin (01/01/2010 - 31/12/2012)
Vice: Vilson Kempfer
Jairo Rivelino Ebeling (01/01/2013 - 02/10/2016)
Vice: Douglas Gollmann
Douglas Gollmann (03/10/2016 - 31/12/2016)
Jairo Rivelino Ebeling (01/01/2017 - 31/12/2020)
Vice: Alencar James Post
Luzia Iliane Vacarin (01/01/2021 - 31/12/2028)
Vice: Rafael Augusto Böer

## A cidade
O perímetro urbano do município está localizado geograficamente no centro território, incluindo o traçado da rodovia BR-158. A área que o compõe foi instituída pela Lei 1.902/99. Esta Lei deu a primeira descrição da área e denominou também os bairros conforme descrito a seguir (CUNHA PORÃ, 1999):
- Centro;
- Bairro Cidade Alta
- Bairro Augusto Kempfer
- Bairro Progresso
- Bairro Jardim
- Bairro Bartz
- Bairro Rodrigues
- Bairro Bela Vista
- Bairro COHAB
- Bairro Bonfim

Posteriormente, houve mais quatro ampliações da área do perímetro urbano dadas pelas Leis 2.115/2005, 2.143/2005, 2.197/2007, 2.278/2007 e 2.423/2009. De maneira sucinta estas Leis, além de ampliarem a área, alteraram a o nome do Bairro COHAB para Bairro Colina Verde (Lei 2.197/2007) e criaram o Bairro Industrial (Lei 2.115/2005).
No que se refere ao saneamento ambiental, a população é atendida com água canalizada fornecida pela CASAN em todos os bairros, que atende plenamente os quesitos da qualidade da água; no entanto, não existe sistema de coleta de esgotos.

## Economia
O Município teve um grande crescimento do produto interno bruto nos tempos recentes. A economia do município está alicerçada principalmente na atividade agropecuária, mas conta também com um bem organizado setor têxtil, indústria de madeira, plásticos e mais recentemente uma grande Cooperativa está instalando nesta cidade uma fábrica de ração para Frangos de Corte que irá incrementar ainda mais o produto interno bruto local.
Na agropecuária, destacam-se as atividades de cultivo de milho, fumo, soja e feijão e também a bovinocultura de leite (o município é uma das grandes bacias leiteiras de Santa Catarina), a avicultura de corte e a suinocultura.

## Turismo

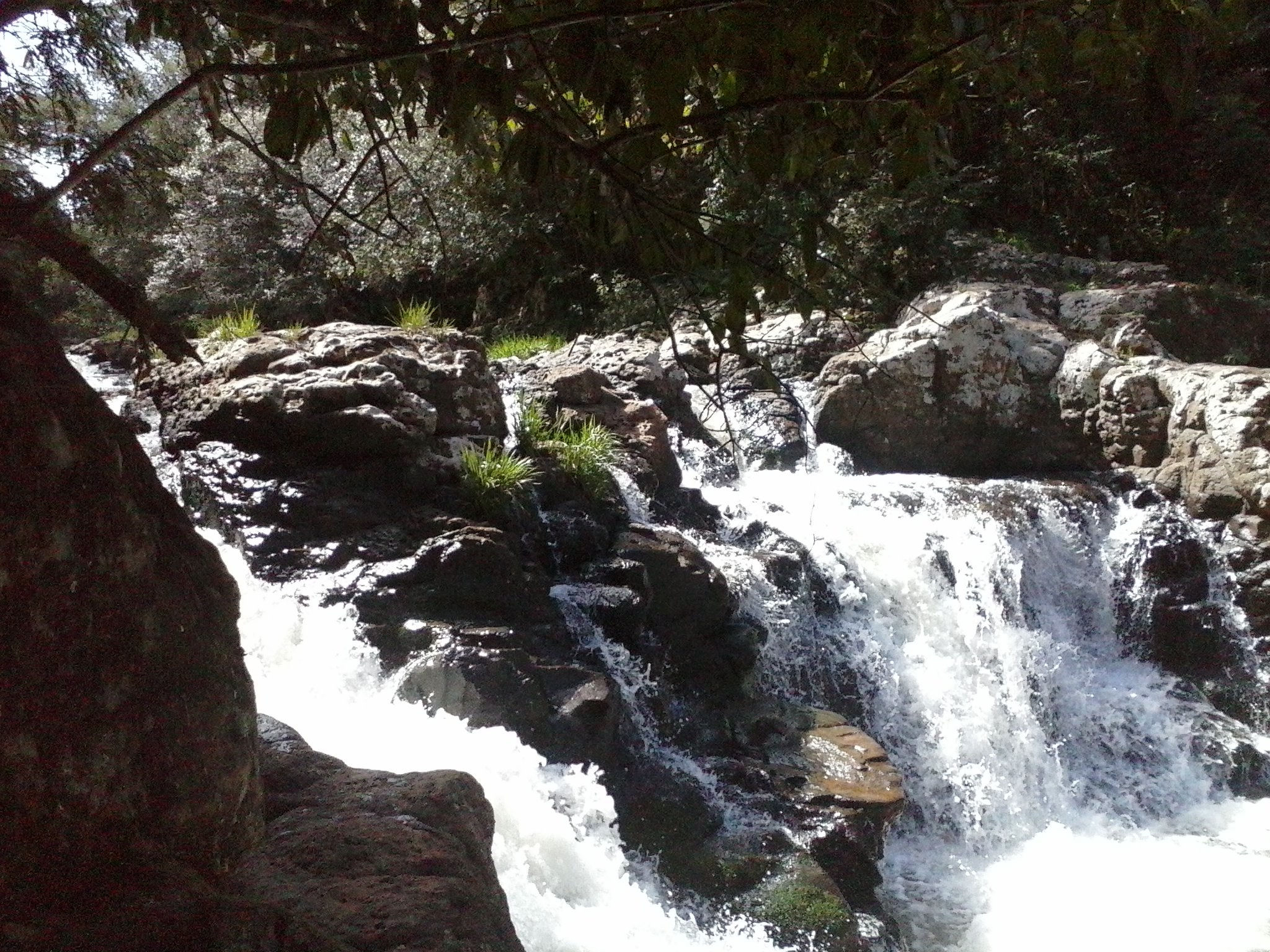
Salto localizado na Linha São Domingos, ao Sul do Perímetro Urbano da Cidade, no Rio com o mesmo nome

O turismo ainda é pouco explorado, principalmente como fonte de renda para a população local. O município não conta com infraestrutura hoteleira (possui apenas dois hotéis), mas a gastronomia é satisfatória. Viajantes de passagem podem se alimentar em vários restaurantes, com pratos típicos a base de peixes ou com um bom churrasco. Na Zona Rural a natureza foi bastante generosa e a paisagem vale a pena ser contemplada. Destacam-se ainda algumas cachoeiras como o Salto do Ledur, no Rio São Domingos e o salto da Candeia, na sanga da candeia, na divisa de Cunha Porã com Caibi. O morro da torre, em dias limpos, também permite uma visão bastante bela. Pode-se observar neste local o município de São Miguel do Oeste e de Cordilheira Alta ao mesmo tempo. Neste local também são realizados voos livres. Passeios pela área rural do município também são bastante agradáveis.

## Esporte
O município não tem times profissionais de futebol, mas tem como o único time profissional do município a Associação Desportiva Cunha Porã (ADCP), além disso, o município conta com campeonatos municipais de futebol, futsal e vôlei, em que as pessoas se dividem em times e jogam representando sua linha ou bairro, ou elas jogam em outros times, alguns dos times são: Associação Recreativa e Esportiva Itapé, Esporte Clube Glória, Esporte Clube Gato Preto, Vera Cruz Futebol Clube, Esporte Clube Salete, Esporte Clube Futbreja, Esporte Clube Cunha Porã, Intimidadi Futebol Clube, Fimagre, Tirelli, LDF, Facility, Casa Boa Troca, entre outros.

## Hidrografia
O principal rio no município é o São Domingos, que abastece a cidade e a corta pelo centro. A oeste, com maior volume, passa o rio Iracema, que separa Cunha Porã de Iraceminha. A leste, o rio Barra Grande separa Cunha Porã de Cunhataí. Importante também são os rios Lajeado Sertão e o Araçazinho.

## Religião
A cidade originou-se com a vinda de colonos predominantemente alemães luteranos. Desta forma, as igrejas evangélicas tradicionais são bastante marcantes neste local, havendo porém presença de católicos bem acentuada. As principais denominações religiosas presentes nesta cidade são a Igreja Evangélica de Confissão Luterana no Brasil (IECLB), Igreja Católica Apostólica Romana, Igreja Evangélica Luterana do Brasil (IELB), Igreja Batista Filadélfia (Batista Independente), Igreja Batista Pioneira e Assembleia de Deus, Igreja Evangélica Congregacional do Brasil (IECB), Igreja Evangélica Pentecostal O Brasil Para Cristo (OBPC), entre outras.
Segundo o IBGE, a distribuição da população constitui-se de 5.528 pessoas que se declararam evangélicas, 4.863 pessoas que se declararam católicas e 35 pessoas que se declararam espíritas. Há a presença de outros grupos como, por exemplo, Testemunha de Jeová e Congregação Cristã do Brasil. Não havendo estatística com relação ao número de ateus ou agnósticos.